# ベビル・ラッド
ベビル・ラッド (Bevil Gordon D'Urban Rudd、1894年10月5日- 1948年2月2日)は、南アフリカの元陸上競技選手。

## 経歴
ラッドは、1894年北ケープ州キンバリー(Kimberley)で、ダイヤモンド鉱山会社であるデ・ビアスの創業者に近しい関係の家に誕生した。学校時代は勉強も運動も優秀で、オックスフォード大学から奨学金をもらっていた。彼は、第一次世界大戦に従軍し、その勇敢さから勲章を授かっている。
アントワープオリンピックに出場した1920年は彼にとって最高の年となった。400mではイギリスのガイ・バトラー(Guy Butler)らに完勝し金メダルを獲得。さらに4×400mリレーでは南アフリカチームの一員として銀メダル獲得に貢献。そして、800mでも3位となり銅メダルを獲得。3つのメダルを獲得した。さらに同年には、440ヤードと880ヤードの英国チャンピオンに輝き英国の最優秀選手に選ばれている。翌1921年には440ヤードの世界新記録も樹立した。
ラッドはイギリスへの留学を終え南アフリカへ帰国しスポーツ記者となった。1930年にはイギリスでデイリー・テレグラフ紙の編集者となり第二次世界大戦後まで務め上げた。その後、南アフリカに帰国。帰国後まもなく53歳でこの世を去った。